# Helmut Woll
Helmut Woll (* 14. Mai 1950 in Illingen) ist ein deutscher Wirtschaftspädagoge und Ökonom.

## Leben
Helmut Woll studierte Wirtschaftspädagogik, Ökonomie und Soziologie in Saarbrücken und Bremen. 1978 wurde er zum Dr. rer. pol. an der Universität Bremen promoviert.
Seitdem lehrte Helmut Woll an der Universität Bremen, Universität Mannheim (1998) und von 1999 bis 2005 an der TU Chemnitz, wo er von 2000 bis 2005 die Professur für Wirtschaftspädagogik innehatte. Von 2005 bis 2011 lehrte Woll ebenfalls an der Universität Flensburg. Von 2011 bis 2012 arbeitete Woll an der Universität Siegen. 2012 nahm Woll eine Tätigkeit als akademischer Mitarbeitender im Bereich Wirtschaftsdidaktik an der PH Karlsruhe auf, die 2014 endete.
Außerdem war Helmut Woll von 1983 bis 1986 Mitglied des Gründungsausschusses der Wirtschaftswissenschaftlichen Fakultät der Universität Witten/Herdecke. Von 1991 bis 1995 leitete er das Forschungsprojekt Ökonomieausbildung in den neuen Bundesländern in Neuzelle bei Eisenhüttenstadt. Von 1983 bis 2016 war Woll mit Christian Matthiessen im Vorstand des von Hans-Georg Schweppenhäuser und Robert Jungk im Jahr 1963 gegründeten Instituts für Soziale Gegenwartsfragen Bremen/Freiburg e. V. Zurzeit ist er dort ehrenamtlich tätig.
1987 habilitierte sich Helmut Woll in Politischer Wirtschaftslehre und ihrer Didaktik an der Universität Oldenburg, wo er seitdem als Privatdozent tätig ist.
Seine Forschungsschwerpunkte sind Konzentrationstheorie, Menschenbild in der Ökonomie und Wirtschaftspädagogik.

## Zitat
„Denn ohne Ideale läuft auch in der Wirtschaft nichts. Der ‚Homo oeconomicus‘ ist mit Sicherheit nicht als Vorbild geeignet, da er nur auf Nützlichkeit und Egoismus, vollkommener Information und unendlicher Anpassungsgeschwindigkeit der Märkte setzt und dabei kein menschliches Maß kennt.“

## Veröffentlichungen

### Monografien
- Das Sozialprodukt als Wohlfahrtsmaß. Minerva, München 1981, ISBN 3-597-10305-7.
- Wirtschaftslehre, Unterrichtsmaterialien. Zentrum für Pädagogische Berufspraxis, Oldenburg 1982, ISBN 3-8142-0055-1.
- Wettbewerb und Konzentration, ein Schülerbuch. Hueber-Holzmann, München 1985, ISBN 3-19-004849-5.
- Die Wirtschaftslehre des deutschen Faschismus. Oldenbourg, München/Wien 1988, ISBN 3-486-20836-5.
- Menschenbilder in der Ökonomie. Oldenbourg, München 1994, ISBN 3-486-23056-5.
- Kontroversen der Ordnungspolitik. Oldenbourg, München 1999, ISBN 3-486-25159-7.
- Juniorenfirmen und unternehmerische Kompetenz. Norderstedt 2003, ISBN 3-8330-0667-6.
- Ökonomisches Wissen zwischen Bildungstheorie und Pragmatismus. Metropolis, Marburg 2006, ISBN 3-89518-544-2.
- Contributions to the modernization of vocational education. Books on Demand, Norderstedt 2007, ISBN 978-3-8334-9640-0.
- Unkonventionelle Zugänge zur Ökonomie. Metropolis, Marburg 2019, ISBN 978-3-7316-1387-9.
- Kommentare zu Ökonomie und Religion. Verlag Books on Demand, Norderstedt 2021, ISBN 978-3-7534-8738-0.

### Aufsätze
- Anmerkungen zur Dissertation von Ivan Illich über Arnold J. Toynbee. In: Pudel Uni-Bremen.
- Freiheit, die wir meinen. In: Bausteine. Zeitschrift für Theoretische Ökonomie und Soziale Fragen. Heft 1/1992, 16. Jg., S. 25 ff.
- Leopold Kohr. Wachstumskritiker der ersten Stunde. In: Zeitschrift für Sozialökonomie, Jg. 186/187, 10/2015, S. 49–57
- Ivan Illichs sozialphilosophische Kritik an der modernen Industriegesellschaft. In: Zeitschrift für Sozialökonomie, Heft 188/189, 5/2016, S. 45–52
- Comments on Ivan Illich’s Thesis on Arnold Joseph Toynbee. In: The Journal of Illich Studies, Vol 5, Nr. 1/2016, S. 44–56 pdf
- Ernst Friedrich Schumacher – ein Prophet der Mittleren Technologie. In: Zeitschrift für Sozialökonomie, Jg. 53, Folge 190/191 2016, S. 41–48

### Rezensionen
- Richard Sennett. Der flexible Mensch. In: Zeitschrift für Berufs- und Wirtschaftspädagogik, Heft 2/1998
- Philosophie der Globalisierung. Peter Sloterdijk: Im Weltinnenraum des Kapitals. In: Das Goetheanum, Nr. 37/2005
- Interessenfreie Sorge. Harry G. Frankfurt: Gründe der Liebe. In: Das Goetheanum, Nr. 14/2006
- Botho Strauß: Schändung. Die eine und die andere. Botho Strauß 60. Mikado.
- Ivan Illich: Anmerkungen zur Dissertation (2005). Der Hilflose: mein Nächster. 2006
- Der Wachstumsspirale auf der Spur – Ein Spätwerk des St. Gallener Ökonomen Hans Christoph Binswanger. In: Neue Zürcher Zeitung, 25. September 2006.
- Botho Strauß: Herkunft. In: Das Goetheanum, Nr. 46/2014, S. 11
- Andreas Fischer, Bettina Zurstrassen (Hrsg.): Sozioökonomische Bildung. (PDF; 166 kB) In: bwp@ Berufs- und Wirtschaftspädagogik – online, 30. Dezember 2014.
- Thomas Strässle: Gelassenheit. In: Das Goetheanum, Nr. 4/2015, S. 11